# Teltele
Teltele est un woreda du sud de l'Éthiopie, situé dans la zone Borena de la région Oromia. Le woreda a 70 501 habitants en 2007.

## Situation
Situé à l'ouest de la zone Borena, le woreda Teltele est limitrophe du Kenya et de la région des nations, nationalités et peuples du Sud (RNNPS). La limite régionale suit approximativement le cours de la rivière Sagan au nord et au nord-ouest du woreda.
À l'extrémité ouest du woreda et de la zone, le lac Chew Bahir est entouré par l'aire protégée Chelbi Wildlife Reserve (en). L'aire protégée fait partie de l’écorégion des savanes d'acacia de la Corne de l'Afrique.
| Bena Tsemay (RNNPS) | Konso (RNNPS) | Burji (RNNPS) |
| Hamer (RNNPS)       | Teltele,      | Yabelo        |
|                     | (Kenya)       | Dillo         |

Le centre administratif du woreda s'appelle Teltele, ou Milema, selon les sources. Il est desservi par des routes secondaires.

## Histoire
Au XXe siècle, Teltele est l’extrémité occidentale de l’awraja Arero dans l’ancienne province de Sidamo.
Teltele est limitrophe du woreda Yabelo au moins jusqu'en 2015 mais une carte à fin 2021 suggère un territoire réduit par l'extension de Dillo et la création d’un nouveau woreda dans la partie orientale de Teltele le séparant de Yabelo[à vérifier].

## Population
Au recensement de 2007, le woreda compte 70 501 habitants et 7 % de sa population est urbaine.
La population urbaine correspond aux 4 874 habitants de Milema.
La majorité des habitants du woreda (68 %) pratiquent les religions traditionnelles africaines, 14% sont protestants, 8 % sont orthodoxes, 7 % sont musulmans et 2 % sont catholiques.
Avec une superficie de 10 628 km2 [réf. souhaitée], le woreda a une densité de population de moins de 7 personnes par km2 en 2007.